# St. Salvator
St. Salvator je naselje v Občini Breže v Okraju Šentvid ob Glini na Koroškem v Avstriji.